# Piña madura
Piña madura es una película musical mexicana de 1950 producida, escrita y dirigida por Miguel Zacarías y protagonizada por María Antonieta Pons y Armando Calvo. 

## Argumento
Una sensual bailarina le entrega su cuerpo a un perverso hombre de dinero para salvarle la vida a su verdadero amor.

## Reparto
- María Antonieta Pons
- Armando Calvo
- Gustavo Rivero
- Queta Lavat
- Óscar Pulido
- Conchita Gentil Arcos
- Ángel Infante

## Comentarios
En 1949, María Antonieta Pons filmó otras de sus historias ambientadas en el trópico: Piña madura, con el director Miguel Zacarías, y de nuevo con Armando Calvo como galán (después de filmar Ángel o demonio, 1947).